# Ernst Trautwein
Temple de la renommée allemand :
Ernst Trautwein (né le 8 avril 1936 à Füssen) est un joueur professionnel et entraîneur allemand de hockey sur glace.

## Carrière
En tant que joueur
Ernst Trautwein commence sa carrière dans l'équipe junior du EV Füssen puis, dans l'équipe élite, devient huit fois champion d'Allemagne (1956–1959, 1961, 1963–1965) et remporte la Coupe Spengler en 1964. Il est le meilleur buteur de la saison 1960-1961 avec 34 buts en 28 matchs.
Trautwein a 111 sélections en équipe d'Allemagne de l'Ouest et a marqué 42 buts. Il participe aux Jeux olympiques de 1956, 1960 et 1964 et à neuf championnats du monde. On lui donne le nom de "DDR-Killer" à cause de ses buts contre l'équipe est-allemande lors des tournois de qualification olympique,.
En tant qu'entraîneur
Entre octobre 1969 et mars 1970, il est entraîneur de l'équipe nationale avec Vladimír Bouzek. L'équipe remporte 14 victoires en 17 matchs.
Il entraîne l'EV Füssen pendant la saison 1980-1981 puis l'EA Kempten pendant la saison 1984-1985 de 2. Bundesliga.

## Palmarès
- Champion d'Allemagne : 1956, 1957, 1958, 1959, 1961, 1963, 1964 et 1965.
- Coupe Spengler : 1964

## Source de traduction
- (de) Cet article est partiellement ou en totalité issu de l’article de Wikipédia en allemand intitulé « Ernst Trautwein » (voir la liste des auteurs).